# Dân số

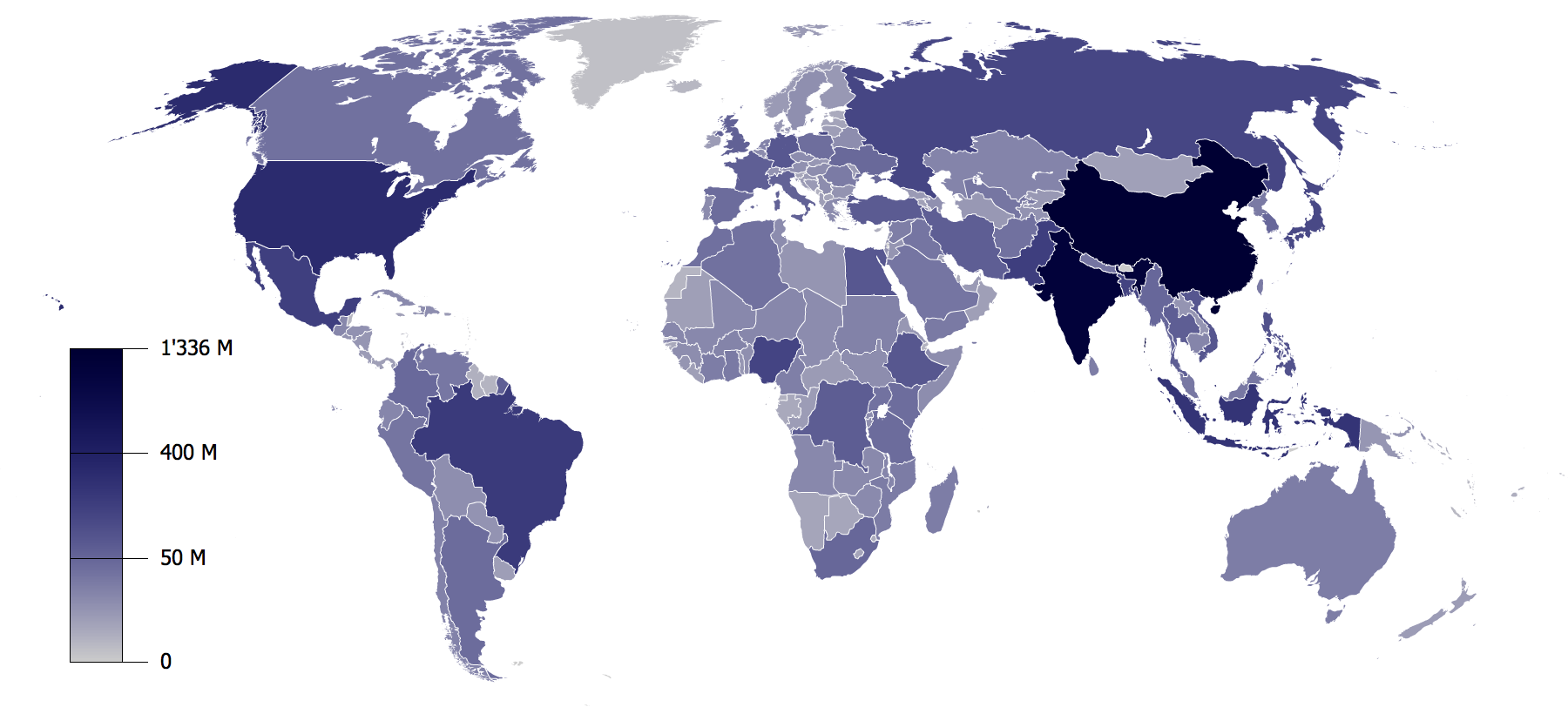
Bản đồ dân số theo quốc gia

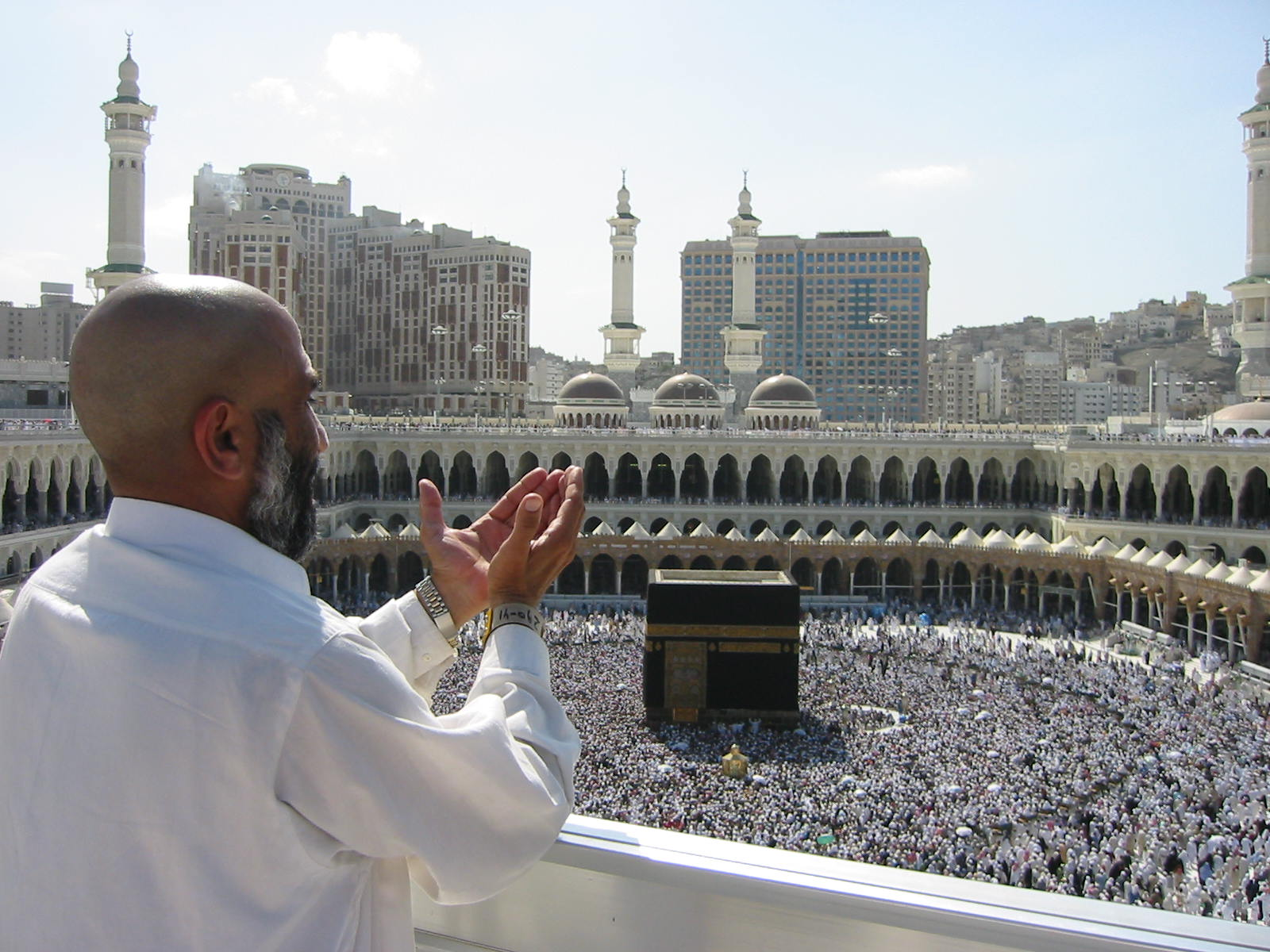
Số dân của Mecca tăng khoảng 4 triệu trong dịp Hajj.

Dân số là tập hợp của những con người đang sống ở một vùng địa lý hoặc một không gian nhất định, là nguồn lao động quý báu cho sự phát triển kinh tế – xã hội, thường được đo bằng cuộc điều tra dân số và biểu hiện bằng tháp dân số.
Dân số được nghiên cứu ở trong các lĩnh vực riêng, trong một nhánh của sinh thái học có tên gọi sinh vật học, và trong di truyền học. Trong động lực học về dân số, kích cỡ dân số, độ tuổi và cấu trúc giới tính, số người tử vong, tỉ lệ sinh và sự phát triển dân số được nghiên cứu.
Nhân khẩu học nghiên cứu về mật độ dân số. 3 trọng tâm chính của nó là phương thức sinh sản, sự tử vong và nhập cư, mặc dù các lĩnh vực như sự thay đổi của gia đình, (kết hôn và li dị), sức khỏe cộng đồng, việc làm và lực lượng lao động cũng được nghiên cứu. Có rất nhiều khía cạnh khác nhau trong hành vi của con người trong lĩnh vực dân số được nghiên cứu như trong xã hội học, kinh tế học và địa lý. Các nghiên cứu về dân số hầu hết thường theo những quy luật của xác suất, và sự kết luận của các nghiên cứu này do đó có thể không thể sử dụng cho một vài các cá thể riêng biệt.
Số người trên Trái Đất không ngừng tăng lên và tăng nhanh nhất khi bước sang giữa thế kỷ 19 đến đầu thế kỷ 20, trong đó các nước trên thế giới đang phát triển có tốc độ gia tăng dân số tự nhiên đến chóng mặt. Đây là một trong những vấn đề toàn cầu của xã hội hiện nay. Xem sự bùng nổ dân số

## Dân số thế giới tăng nhanh trong thế kỷ XIX và thế kỷ XX
Các số liệu thống kê và điều tra dân số liên tục trong nhiều năm sẽ giúp chúng ta đã biết được quá trình gia tăng dân số của một địa phương, một nước hay trên toàn thế giới.
Gia tăng dân số tự nhiên phụ thuộc vào số trẻ sinh ra và số người chết đi trong một năm. Sự gia tăng dân số do số người chuyển đi và số người từ nơi khác chuyển đến gọi là gia tăng cơ học.
Trong nhiều thế kỷ, dân số thế giới tăng hết sức chậm, mốc dân số trong khoảng đầu Công nguyên là khoảng 300 triệu người. Mãi đến giữa thế kỷ 13, dân số cắm mốc 400 triệu người. Nửa tỷ người được cắm mốc ở đầu thế kỷ 16. Nguyên nhân chủ yếu dẫn đến dân số chậm tăng là do dịch bệnh, đói kém và chiến tranh. Đến thế kỷ 18, dân số bắt đầu ổn định lại và đến năm 1804, dân số thế giới là 1 tỷ người, 2 tỷ người vào năm 1927. Và đến 6 tỷ người vào năm 1999. Thế mà đến năm 2001 đã lên đến 6,16 tỷ người, đó là nhờ tiến bộ trong các lĩnh vực kinh tế – xã hội và y tế.

## Sự bùng nổ dân số
Dân số thế giới tăng rất nhanh và đột ngột từ thập niên 1950, khi các nước thuộc địa ở châu Á, châu Phi và Mỹ Latinh giành được độc lập, đời sống được cải thiện và tiến bộ về y tế làm giảm nhanh tỷ lệ tử vong, trong khi tỷ lệ sinh vẫn còn cao. Bùng nổ dân số xảy ra khi tỉ lệ gia tăng bình quân hằng năm của dân số thế giới lên đến 2,1 %. Dân số tăng nhanh vượt quá khả năng giải quyết các vấn đề ăn, mặc, ở, học hành, việc làm... đã trở thành gánh nặng đối với các nước chậm phát triển.
Bằng các chính sách dân số & phát triển kinh tế - xã hội, nhiều nước đã đạt được tỉ lệ gia tăng dân số tự nhiên hợp lý. Sự gia tăng dân số thế giới đang có xu hướng giảm dần để tiến đến mức ổn định ở mức trên 1 %. Dự báo đến khoảng năm 2050, dân số thế giới sẽ là 8,9 tỷ người.

## Dân số các nước
Khoảng 4.6 tỷ người trong số 7.9 tỷ người trên thế giới sống ở Châu Á. Trong 10 nước có số dân lớn nhất trên thế giới có 6 nước thuộc châu Á.
| Thứ tự | Quốc gia   | Dân số        | Mật độ dân số (người/ km²) |
| ------ | ---------- | ------------- | -------------------------- |
| —      | Thế giới   | 7.737.573.734 | 52                         |
| 1      | Trung Quốc | 1.433.783.700 | 153                        |
| 2      | Ấn Độ      | 1.366.417.800 | 460                        |
| 3      | Hoa Kỳ     | 329.064.900   | 36                         |
| 4      | Indonesia  | 270.625.500   | 149                        |
| 5      | Pakistan   | 216.565.300   | 281                        |
| 6      | Brasil     | 211.049.500   | 25                         |
| 7      | Nigeria    | 200.963.600   | 221                        |
| 8      | Bangladesh | 163.046.100   | 1.253                      |
| 9      | Nga        | 145.872.200   | 9                          |
| 10     | México     | 127.575.500   | 66                         |
| 11     | Nhật Bản   | 126.860.300   | 348                        |